# Năpasta (film din 1982)
Năpasta este un film românesc din 1982 regizat de Alexa Visarion după propriul scenariu inspirat din ultima piesă de teatru a dramaturgului Ion Luca Caragiale, care a apărut în 1890. Rolurile principale au fost interpretate de actorii Dorina Lazăr, Corneliu Dumitraș și Florin Zamfirescu.
Regizorul Alexa Visarion a spus că vede în acest film o revenire la acea „ananke” a tragediei antice.

## Rezumat
Anca (Dorina Lazăr), personajul principal, se străduiește aproape zece ani ca să-l facă pe odiosul ei bărbat, Dragomir (Cornel Dumitraș), să mărturisească că l-a omorât pe Dumitru (Vladimir Găitan), primul soț al Ancăi.

## Distribuție
- Dorina Lazăr — Anca, soția lui Dragomir și văduva lui Dumitru
- Cornel Dumitraș — Dragomir, al doilea soț al Ancăi și ucigașul lui Dumitru (menționat Corneliu Dumitraș)
- Florin Zamfirescu — Ion, fostul pădurar din Corbeni, care a fost acuzat pe nedrept pentru moartea lui Dumitru și a evadat după 9 ani de la ocnă
- Leopoldina Bălănuță — femeia cu pruncul care-l cheamă pe Ion într-o vedenie proprie
- Dorel Vișan — Gheorghe, învățătorul satului, care este îndrăgostit de Anca
- Vladimir Găitan — Dumitru Cirezaru, primul soț al Ancăi, care este omorât în pădure de Dragomir
- Corneliu Revent — preotul satului
- Radu Panamarenco — Zamfir, șeful postului de jandarmi din comună
- Traian Dănceanu — notarul comunei
- Valeria Sitaru — Rafira, slujnica mută de la cârciumă, ibovnica lui Dragomir
- Elefterie Mihalache — primarul comunei
- Gheorghe Nuțescu — Iorgu, un chefliu de la cârciuma din sat
- Răzvan Vasilescu — un sătean tânăr din cârciumă
- Adrian Vișan — un chefliu de la cârciuma din sat
- Nicolae Praida — un chefliu de la cârciuma din sat
- Ovidiu Moldovan
- Gelu Nițu — ajutorul șefului de post
- Ion Colomieț
- Dinu Manolache
- Ion Anghel — casapul care jupuiește o oaie
- Sabin Făgărășanu
- Eusebiu Ștefănescu — drumeț de la cârciuma din sat
- Constantin Petrican
- Marioara Sterian — o țărancă tânără care asistă la arestarea lui Dragomir
- Cornel Ciupercescu — drumeț de la cârciuma din sat
- Simion Negrilă
- Vasile Mureșanu
- Ioan Luchian Mihalea
- Radu Răducanu
- Marin Gheorghe
- Ștefania Ruse
- Marius Turcu
- Maria Iovescu
- Elena Vișoiu
- Ovidiu Năstăsescu
- Raluca Zamfirescu
- Constantin Cojocaru
- Romulus Dumitrescu

## Producție
A fost produs de Casa de Filme Patru.

## Lansare și primire
În 1982 a primit premiul ACIN pentru muzică și premiul ACIN pentru sunet, o diplomă de onoare a primit directorul de imagine Vivi Drăgan Vasile.
În 1983, la Costinești, i s-a acordat lui Marcel Bogos premiul pentru scenografie (decoruri).
A fost lansat în Ungaria la 3 ianuarie 1985 ca Megtorlás. În RDG, a avut premiera TV la 1 august 1985 sub titlul Die falsche Beschuldigung.